# Robert Fecker
Robert Fecker (* 16. September 1895 in Wien; † 1982 in Hannover) war ein deutscher Jurist und Landrat.

## Leben
Robert Fecker wurde kurz nach seiner Geburt durch einen Hildesheimer Schuldirektor adoptiert. Nach Ende seiner schulischen Ausbildung absolvierte er ein Studium der Rechtswissenschaften, wonach er im Anschluss promoviert wurde. Von 1928 bis 1930 war er Leiter des Polizeiamtes in Mülheim an der Ruhr, von 1931 bis 1933 Polizeidezernent bei der Regierung Minden, von 1933 bis 1935 Dezernent der Baupolizei bei der Regierung Wiesbaden und von 1935 bis 1939 Dezernent für Wirtschaft und Verkehr in Aachen. Nach dem Ende des Zweiten Weltkriegs war er bei der Regierung Trier angestellt, worauf er von 1946 bis 1947 die Amtsgeschäfte als Landrat des Landkreises Trier in stellvertretender Funktion wahrnahm. Da Fecker aufgrund widersprüchlicher Angaben in seinen Personalakten und nach Meinung der Regierung des 1946 gegründeten Bundeslandes Rheinland-Pfalz unberechtigt den Titel eines Regierungsdirektors beanspruchte, führte dies zu einem Disziplinarverfahren. Das Verfahren wurde jedoch nach seinem freiwilligen Ausscheiden aus dem Öffentlichen Dienst des Landes Rheinland-Pfalz eingestellt, worauf er ab Oktober 1948 eine Tätigkeit beim Landesverwaltungsgericht Stuttgart aufnahm. Nachdem er dort in den Ruhestand getreten war, lebte er in Starnberg und Bad Wiessee, wo er ab dem Jahr 1956 den Namen Fehling-Fecker annahm. Nach einem weiteren Namenswechsel nannte er sich Robert Fehling, was auch der zuletzt bekannte Name ist, unter welchem er an seinem letzten Wohnort Hannover verstarb.